# 張維樞
张维枢（1564年—1630年），字子环，号玄中，福建晉江縣人，明朝政治人物。同進士出身。

## 生平
万历十六年（1588年）戊子科福建乡试举人，萬曆二十六年（1598年）登戊戌科進士，礼部觀政，授浙江義烏縣知縣，任内重建钓鱼矶塔。三十三年擢刑部主事，三十四年八月与工部主事魏说主考廣東乡试。三十七年升员外郎，三十八年升刑部郎中，出任湖州府知府，升湖广副使，四十四年三月升山西参政，历升山西右布政使，大同兵备。泰昌元年（1620年）十二月刑部尚书黄克缵推举张维枢任大同巡抚，被吏部尚书周嘉谟阻扰，遂称病辞官。
天启五年（1625年）五月，起陕西右布政使、分守陇右道，次月调管河东兵粮道，升左布政使，六年二月擢陕西巡抚右佥都御史，七年二月晋南京工部右侍郎，不久改北工部侍郎、升署部事左侍郎。崇祯元年分校礼部会试後，上疏乞休。崇祯三年卒，年六十七。著有《淡然斋》诸集。

## 家族
曾祖张文郁。祖张志立。父张守化。弟张维机。